# Group Racing Development
La Group Racing Development è stata una piccola casa automobilistica inglese produttrice di vetture da competizione contraddistinte con il marchio GRD, la sede era a Griston, nella contea di Norfolk.

## La storia
Nel 1971, la GRD nasce per iniziativa del tecnico Mike Warner, proveniente dalla Lotus e di Derek Wild, che prese a occuparsi della parte commerciale.
Tra i tecnici si annoverò il giapponese Moto Moriwaki. L'attività dell'azienda fu rivolta alla produzione di vetture monoposto di Formula 2, Formula 3, Formula Atlantic e vetture Sport.
L'importatore italiano era la Scuderia Monzeglio Corse di Torino.
L'attività cessò nel 1974, il marchio venne rilevato ed utilizzato per alcuni anni dalla Van Diemen che ne rilevò i progetti.